# 용호로 (부산)
용호로(Yongho-ro)는 부산광역시 남구 대연동 남부운전면허시험장 교차로와 백운포고개를 잇는 부산광역시의 도로이다. 용호동 일대를 지나는 도로이기 때문에 '용호로'로 명명되었다. 과거 용호로는 용소로 구간까지 포함했다.

## 주요 경유지
부산광역시
- 남구 대연동 - 용호동

## 노선
| 이름                      | 접속 노선                                     | 소재지        | 소재지        | 비고          |
| 용소로와 직결             | 용소로와 직결                                 | 용소로와 직결 | 용소로와 직결 | 용소로와 직결 |
| ------------------------- | --------------------------------------------- | ------------- | ------------- | ------------- |
| 남부운전면허시험장 교차로 | 부산광역시도 제66호선 (신선로)                | 부산광역시    | 남구          |               |
| 이기대어귀삼거리          | 부산광역시도 제6604호선 (분포로) 이기대공원로 | 부산광역시    | 남구          |               |
| 용호사거리                | 동명로                                        | 부산광역시    | 남구          |               |
| 백운포고개                | 백운포로 오륙도로 이기대공원로                | 부산광역시    | 남구          |               |
| 신선대산복로와 직결       |                                               |               |               |               |

## 주요 건물 및 시설
- 부산남부운전면허시험장 (부산광역시 남구 용호로 16)
- 용호동우체국 (부산광역시 남구 용호로 163)
- 신협 부산시중앙본점 (부산광역시 남구 용호로 173)
- 용호2치안센터 (부산광역시 남구 용호로 215)
- 하나로마트 용호점 (부산광역시 남구 용호로 228)